# Golden Globe-díj a legjobb női mellékszereplőnek (sorozat, minisorozat vagy tévéfilm)
A legjobb női mellékszereplőnek (sorozat, minisorozat vagy tévéfilm) járó Golden Globe-díjat a Hollywood Foreign Press Association adja át, az 1971-ben megtartott 28. Golden Globe-gála óta.
Eleinte legjobb női mellékszereplő – televíziós sorozat néven adták át, majd 1980-ban kapta meg jelenlegi elnevezését. A 80. Golden Globe-gálán két külön alkategóriában osztották ki: vígjáték/musical vagy drámasorozat, illetve minisorozat, antológiasorozat vagy tévéfilm.
A legtöbbször, két-két alkalommal Valerie Bertinelli, Laura Dern, Faye Dunaway és Polly Holliday nyerte el a díjat. Rhea Perlman hat alkalommal szerzett jelöléseket, de egyszer sem nyert díjat.

## Győztesek és jelöltek

### 1970-es évek
A kategóriában 1979-ig csak televíziós sorozatok szereplőit jelölték. 1980-tól összevontan működik a minisorozatokkal és tévéfilmekkel.
| Év                                              | Színész                                         | Színész                                         | Szerep                                          | Eredeti cím                                     | Adó                                             |
| Legjobb női mellékszereplő – televíziós sorozat | Legjobb női mellékszereplő – televíziós sorozat | Legjobb női mellékszereplő – televíziós sorozat | Legjobb női mellékszereplő – televíziós sorozat | Legjobb női mellékszereplő – televíziós sorozat | Legjobb női mellékszereplő – televíziós sorozat |
| 1970 28. gála                                   |                                                 |                                                 |                                                 |                                                 |                                                 |
| ----------------------------------------------- | ----------------------------------------------- | ----------------------------------------------- | ----------------------------------------------- | ----------------------------------------------- | ----------------------------------------------- |
| 1970 28. gála                                   |                                                 | Gail Fisher                                     | Peggy Fair                                      | Mannix                                          | CBS                                             |
| 1970 28. gála                                   | Sue Ane Langdon                                 | Lilian Nuvo                                     | Arnie                                           | CBS                                             |                                                 |
| 1970 28. gála                                   | Miyoshi Umeki                                   | Mrs. Livingston                                 | The Courtship of Eddie's Father                 | ABC                                             |                                                 |
| 1970 28. gála                                   | Karen Valentine                                 | Miss Alice Johnson                              | Room 222                                        | ABC                                             |                                                 |
| 1970 28. gála                                   | Lesley Ann Warren                               | Dana Lambert                                    | Mission: Impossible                             | CBS                                             |                                                 |
| 1971 29. gála                                   |                                                 |                                                 |                                                 |                                                 |                                                 |
|                                                 | Sue Ane Langdon                                 | Lilian Nuvo                                     | Arnie                                           | CBS                                             |                                                 |
| Amanda Blake                                    | Miss Kitty Russell                              | Gunsmoke                                        | CBS                                             |                                                 |                                                 |
| Gail Fisher                                     | Peggy Fair                                      | Mannix                                          | CBS                                             |                                                 |                                                 |
| Sally Struthers                                 | Gloria Stivic                                   | All in the Family                               | CBS                                             |                                                 |                                                 |
| Lily Tomlin                                     | több szereplő                                   | Rowan & Martin's Laugh-In                       | NBC                                             |                                                 |                                                 |
| 1972 30. gála                                   |                                                 |                                                 |                                                 |                                                 |                                                 |
|                                                 | Ruth Buzzi                                      | Több szereplő                                   | Laugh-In                                        | NBC                                             |                                                 |
| Susan Dey                                       | Laurie Partridge                                | The Partridge Family                            | ABC                                             |                                                 |                                                 |
| Vicki Lawrence                                  | több szereplő                                   | The Carol Burnett Show                          | CBS                                             |                                                 |                                                 |
| Audra Lindley                                   | Amy Fitzgerald                                  | Bridget Loves Bernie                            | CBS                                             |                                                 |                                                 |
| Sally Struthers                                 | Gloria Stivic                                   | All in the Family                               | CBS                                             |                                                 |                                                 |
| Elena Verdugo                                   | Consuelo Lopez                                  | Marcus Welby, M.D.                              | ABC                                             |                                                 |                                                 |
| 1973 31. gála                                   |                                                 |                                                 |                                                 |                                                 |                                                 |
|                                                 | Ellen Corby                                     | Esther Walton                                   | The Waltons                                     | CBS                                             |                                                 |
| Gail Fisher                                     | Peggy Fair                                      | Mannix                                          | CBS                                             |                                                 |                                                 |
| Valerie Harper                                  | Rhoda Morgenstern                               | The Mary Tyler Moore Show                       | CBS                                             |                                                 |                                                 |
| Sally Struthers                                 | Gloria Stivic                                   | All in the Family                               | CBS                                             |                                                 |                                                 |
| Loretta Swit                                    | Margaret "Hot Lips" Houlihan                    | MASH                                            | CBS                                             |                                                 |                                                 |
| 1974 32. gála                                   |                                                 |                                                 |                                                 |                                                 |                                                 |
|                                                 | Betty Garrett                                   | Irene Lorenzo                                   | All in the Family                               | CBS                                             |                                                 |
| Ellen Corby                                     | Esther Walton                                   | The Waltons                                     | CBS                                             |                                                 |                                                 |
| Julie Kavner                                    | Brenda Morgenstern                              | Rhoda                                           | CBS                                             |                                                 |                                                 |
| Vicki Lawrence                                  | több szereplő                                   | The Carol Burnett Show                          | CBS                                             |                                                 |                                                 |
| Nancy Walker                                    | Mildred                                         | McMillan & Wife                                 | NBC                                             |                                                 |                                                 |
| 1975 33. gála                                   |                                                 |                                                 |                                                 |                                                 |                                                 |
|                                                 | Hermione Baddeley                               | Mrs. Nell Naugatuck                             | Maude                                           | CBS                                             |                                                 |
| Susan Howard                                    | Maggie Petrocelli                               | Petrocelli                                      | NBC                                             |                                                 |                                                 |
| Julie Kavner                                    | Brenda Morgenstern                              | Rhoda                                           | CBS                                             |                                                 |                                                 |
| Nancy Walker                                    | Ida Morgenstern                                 | Rhoda                                           | CBS                                             |                                                 |                                                 |
| Nancy Walker                                    | Mildred                                         | McMillan & Wife                                 | NBC                                             |                                                 |                                                 |
| 1976 34. gála                                   |                                                 |                                                 |                                                 |                                                 |                                                 |
|                                                 | Josette Banzet                                  | Miss Lenaut                                     | Gazdag ember, szegény ember                     | ABC                                             |                                                 |
| Adrienne Barbeau                                | Carol Traynor                                   | Maude                                           | CBS                                             |                                                 |                                                 |
| Darleen Carr                                    | Tommy Caldwell                                  | Once an Eagle                                   | NBC                                             |                                                 |                                                 |
| Ellen Corby                                     | Esther Walton                                   | The Waltons                                     | CBS                                             |                                                 |                                                 |
| Julie Kavner                                    | Brenda Morgenstern                              | Rhoda                                           | CBS                                             |                                                 |                                                 |
| Anne Meara                                      | Sally Gallagher                                 | Rhoda                                           | CBS                                             |                                                 |                                                 |
| Vicki Lawrence                                  | több szereplő                                   | The Carol Burnett Show                          | CBS                                             |                                                 |                                                 |
| Sally Struthers                                 | Gloria Stivic                                   | All in the Family                               | CBS                                             |                                                 |                                                 |
| 1977 35. gála                                   |                                                 |                                                 |                                                 |                                                 |                                                 |
| Nem osztottak ki díjat                          |                                                 |                                                 |                                                 |                                                 |                                                 |
| 1978 36. gála                                   |                                                 |                                                 |                                                 |                                                 |                                                 |
|                                                 | Polly Holliday                                  | Florence "Flo" Castleberry                      | Alice                                           | CBS                                             |                                                 |
| Marilu Henner                                   | Elaine Nardo                                    | Taxi                                            | ABC                                             |                                                 |                                                 |
| Julie Kavner                                    | Brenda Morgenstern                              | Rhoda                                           | CBS                                             |                                                 |                                                 |
| Nancy Walker                                    | Ida Morgenstern                                 | Rhoda                                           | CBS                                             |                                                 |                                                 |
| Linda Kelsey                                    | Billie Newman                                   | Lou Grant                                       | CBS                                             |                                                 |                                                 |
| Audra Lindley                                   | Helen Roper                                     | Three's Company                                 | ABC                                             |                                                 |                                                 |
| 1979 37. gála                                   |                                                 |                                                 |                                                 |                                                 |                                                 |
|                                                 | Polly Holliday                                  | Florence "Flo" Castleberry                      | Alice                                           | CBS                                             |                                                 |
| Loni Anderson                                   | Jennifer Marlowe]                               | WKRP in Cincinnati                              | CBS                                             |                                                 |                                                 |
| Marilu Henner                                   | Elaine Nardo                                    | Taxi                                            | ABC                                             |                                                 |                                                 |
| Beth Howland                                    | Vera Louise Gorman                              | Alice                                           | CBS                                             |                                                 |                                                 |
| Linda Kelsey                                    | Billie Newman                                   | Lou Grant                                       | CBS                                             |                                                 |                                                 |

### 1980-as évek
|                    | Valerie Bertinelli           | Barbara Cooper                 |                                        | One Day at a Time              | CBS |
| Diane Ladd         | Isabelle "Belle" Dupree      |                                | Alice                                  |                                | CBS |
|                    | Marilu Henner                | Elaine Nardo                   | Taxi                                   | Taxi                           | ABC |
| Beth Howland       | Vera Louise Gorman           |                                | Alice                                  | CBS                            |     |
| Linda Kelsey       | Billie Newman                |                                | Lou Grant                              | CBS                            |     |
| 1981 39. gála      |                              |                                |                                        |                                |     |
|                    | Valerie Bertinelli           | Barbara Cooper                 |                                        | One Day at a Time              | CBS |
| Danielle Brisebois | Stephanie Mills              |                                | Archie Bunker's Place                  | CBS                            |     |
| Beth Howland       | Vera Louise Gorman           |                                | Alice                                  | CBS                            |     |
| Marilu Henner      | Elaine Nardo                 | Taxi                           | Taxi                                   | ABC                            |     |
| Lauren Tewes       | Julie McCoy                  | Szerelemhajó                   | The Love Boat                          | ABC                            |     |
| 1982 40. gála      |                              |                                |                                        |                                |     |
|                    | Shelley Long                 | Diane Chambers                 | Cheers                                 | Cheers                         | NBC |
| Valerie Bertinelli | Barbara Cooper               |                                | One Day at a Time                      | CBS                            |     |
| Marilu Henner      | Elaine Nardo                 | Taxi                           | Taxi                                   | ABC                            |     |
| Carol Kane         | Simka Dahblitz               | Taxi                           | Taxi                                   | ABC                            |     |
| Beth Howland       | Vera Louise Gorman           |                                | Alice                                  | CBS                            |     |
| Loretta Swit       | Margaret "Hot Lips" Houlihan | MASH                           | M*A*S*H                                | CBS                            |     |
| 1983 (41. gála)    |                              |                                |                                        |                                |     |
|                    | Barbara Stanwyck             | Mary Carson                    | Tövismadarak                           | The Thorn Birds                | ABC |
| Polly Holliday     | Minerva nagynéni             |                                | The Gift of Love: A Christmas Story    | CBS                            |     |
| Angela Lansbury    | Amanda Fenwick               |                                | The Gift of Love: A Christmas Story    | CBS                            |     |
| Piper Laurie       | Anne Mueller                 | Tövismadarak                   | The Thorn Birds                        | ABC                            |     |
| Jean Simmons       | Fee Cleary                   | Tövismadarak                   | The Thorn Birds                        | ABC                            |     |
| Victoria Tennant   | Pamela Tudsbury              | Forrongó világ                 | The Winds of War                       | ABC                            |     |
| 1984 42. gála      |                              |                                |                                        |                                |     |
|                    | Faye Dunaway                 | Maud Charteris                 |                                        | Ellis Island                   | CBS |
| Selma Diamond      | Selma Hacker                 |                                | Night Court                            | NBC                            |     |
| Marla Gibbs        | Florence Johnston            |                                | The Jeffersons                         | CBS                            |     |
| Gina Lollobrigida  | Francesca Gioberti           | Falcon Crest                   | Falcon Crest                           | CBS                            |     |
| Rhea Perlman       | Carla Tortelli               | Cheers                         | Cheers                                 | NBC                            |     |
| Roxana Zal         | Amelia Bennett               | Apa és leánya                  | Something About Amelia                 | ABC                            |     |
| 1985 43. gála      |                              |                                |                                        |                                |     |
|                    | Sylvia Sidney                | Beatrice McKenna               | Korai tél                              | An Early Frost                 | NBC |
| Lesley-Anne Down   | Madeline Fabray              | Észak és Dél                   | North and South                        | ABC                            |     |
| Katherine Helmond  | Mona Robinson                | Ki a főnök?                    | Who's the Boss?                        | ABC                            |     |
| Kate Reid          | Linda Loman                  | Az ügynök halála               | Death of a Salesman                    | CBS                            |     |
| Inga Swenson       | Gretchen Kraus               |                                | Benson                                 | ABC                            |     |
| 1986 44. gála      |                              |                                |                                        |                                |     |
|                    | Olivia de Havilland          | Fjodorovna cárné               | Anasztázia                             | Anastasia: The Mystery of Anna | NBC |
| Justine Bateman    | Mallory Keaton               | Családi kötelékek              | Family Ties                            | NBC                            |     |
| Piper Laurie       | Annie Gilbert                | Az ígéret                      | Promise                                | CBS                            |     |
| Lilli Palmer       | Nariskina cárné              | Nagy Péter                     | Peter the Great                        | NBC                            |     |
| Geraldine Page     | Itta Halaunbrenner           | Beate Klarsfeld, a nácivadász  | Nazi Hunter: The Beate Klarsfeld Story | ABC                            |     |
| Rhea Perlman       | Carla Tortelli               | Cheers                         | Cheers                                 | NBC                            |     |
| 1987 45. gála      |                              |                                |                                        |                                |     |
|                    | Claudette Colbert            | Alice Grenville                |                                        | The Two Mrs. Grenvilles        | NBC |
| Allyce Beasley     | Agnes DiPesto                | A simlis és a szende           | Moonlighting                           | ABC                            |     |
| Julia Duffy        | Stephanie Vanderkellen       |                                | Newhart                                | CBS                            |     |
| Christine Lahti    | Althea Milford               |                                | Amerika                                | ABC                            |     |
| Rhea Perlman       | Carla Tortelli               | Cheers                         | Cheers                                 | NBC                            |     |
| 1988 46. gála      |                              |                                |                                        |                                |     |
|                    | Katherine Helmond            | Mona Robinson                  | Ki a főnök?                            | Who's the Boss?                | ABC |
| Jackée Harry       | Sandra Clark                 |                                | 227                                    | NBC                            |     |
| Swoosie Kurtz      | Doris Steadman               |                                | Baja Oklahoma                          | HBO                            |     |
| Rhea Perlman       | Carla Tortelli               | Cheers                         | Cheers                                 | NBC                            |     |
| Susan Ruttan       | Roxanne Melman               |                                | L.A. Law                               | NBC                            |     |
| 1989 47. gála      |                              |                                |                                        |                                |     |
|                    | Amy Madigan                  | Sarah Weddington               |                                        | Roe vs. Wade                   | NBC |
| Anjelica Huston    | Clara Allen                  | Texasi krónikák: Lonesome Dove | Lonesome Dove                          | CBS                            |     |
| Rhea Perlman       | Carla Tortelli               | Cheers                         | Cheers                                 | NBC                            |     |
| Susan Ruttan       | Roxanne Melman               |                                | L.A. Law                               | NBC                            |     |
| Julie Sommars      | Julie Marsh                  |                                | Matlock                                | NBC                            |     |

### 1990-es évek
| Év                   | Színész                      | Színész                      | Szerep                                               | Magyar cím                     | Eredeti cím | Adó |
| 1990 48. gála        |                              |                              |                                                      |                                |             |     |
| -------------------- | ---------------------------- | ---------------------------- | ---------------------------------------------------- | ------------------------------ | ----------- | --- |
| 1990 48. gála        |                              | Piper Laurie                 | Catherine Martell                                    | Twin Peaks                     | Twin Peaks  | ABC |
| 1990 48. gála        | Sherilyn Fenn                | Audrey Horne                 | Twin Peaks                                           | Twin Peaks                     | ABC         |     |
| 1990 48. gála        | Faith Ford                   | Corky Sherwood               |                                                      | Murphy Brown                   | CBS         |     |
| 1990 48. gála        | Marg Helgenberger            | Karen "K.C." Koloski         |                                                      | China Beach                    | ABC         |     |
| 1990 48. gála        | Park Overall                 | Laverne Todd                 |                                                      | Empty Nest                     | NBC         |     |
| 1991 49. gála        |                              |                              |                                                      |                                |             |     |
|                      | Amanda Donohoe               | Cara Jean Lamb               |                                                      | L.A. Law                       | NBC         |     |
| Sammi Davis          | Caroline Hailey              |                              | Homefront                                            | ABC                            |             |     |
| Faith Ford           | Corky Sherwood               |                              | Murphy Brown                                         | CBS                            |             |     |
| Estelle Getty        | Sophia Petrillo              | Öreglányok                   | The Golden Girls                                     | NBC                            |             |     |
| Park Overall         | Laverne Todd                 |                              | Empty Nest                                           | NBC                            |             |     |
| Rhea Perlman         | Carla Tortelli               | Cheers                       | Cheers                                               | NBC                            |             |     |
| Jean Stapleton       | Henny                        |                              | Fire in the Dark                                     | CBS                            |             |     |
| 1992 50. gála        |                              |                              |                                                      |                                |             |     |
|                      | Joan Plowright               | Olga Allilujeva              | Sztálin                                              | Stalin                         | HBO         |     |
| Olympia Dukakis      | Dolly Sinatra                |                              | Sinatra                                              | CBS                            |             |     |
| Laurie Metcalf       | Jackie Harris                | Roseanne                     | Roseanne                                             | ABC                            |             |     |
| Park Overall         | Laverne Todd                 |                              | Empty Nest                                           | NBC                            |             |     |
| Amanda Plummer       | Lusia Burke                  | Miss Rose White              | Miss Rose White                                      | NBC                            |             |     |
| Gena Rowlands        | Honora Swift                 | Őrült a szerelemben          | Crazy in Love                                        | TNT                            |             |     |
| 1993 51. gála        |                              |                              |                                                      |                                |             |     |
|                      | Julia Louis-Dreyfus          | Terry Harper                 | Seinfeld                                             | Seinfeld                       | NBC         |     |
| Cynthia Gibb         | Louise / Gypsy Rose Lee      |                              | Gypsy                                                | CBS                            |             |     |
| Ann-Margret          | Sally Jackson                |                              | Alex Haley's Queen                                   | CBS                            |             |     |
| Cecilia Peck         | Margaret Church              | A portré                     | The Portrait                                         | TNT                            |             |     |
| Theresa Saldana      | Rachel Scali                 | Mókás hekus                  | The Commish                                          | ABC                            |             |     |
| 1994 52. gála        |                              |                              |                                                      |                                |             |     |
|                      | Miranda Richardson           | Charlie Maguire              | A Harmadik Birodalom                                 | Fatherland                     | HBO         |     |
| Sônia Braga          | Regina de Carvalho           | Lassú tűzön                  | The Burning Season                                   | HBO                            |             |     |
| Tyne Daly            | Alice Henderson              |                              | Christy                                              | CBS                            |             |     |
| Jane Leeves          | Daphne Moon                  | Frasier – A dumagép          | Frasier                                              | NBC                            |             |     |
| Laura Leighton       | Sydney Andrews               | Melrose Place                | Melrose Place                                        | Fox                            |             |     |
| Julia Louis-Dreyfus  | Elaine Benes                 | Seinfeld                     | Seinfeld                                             | NBC                            |             |     |
| Laurie Metcalf       | Jackie Harris                | Roseanne                     | Roseanne                                             | ABC                            |             |     |
| Leigh Taylor-Young   | Rachel Harris                | Kisvárosi rejtélyek          | Picket Fences                                        | CBS                            |             |     |
| Liz Torres           | Mahalia Sanchez              |                              | The John Larroquette Show                            | NBC                            |             |     |
| 1995 53. gála        |                              |                              |                                                      |                                |             |     |
|                      | Shirley Knight               | Peggy Buckey                 | Megbélyegezve: A McMartin-per                        | Indictment: The McMartin Trial | HBO         |     |
| Christine Baranski   | Maryann Thorpe               | Cybill                       | Cybill                                               | CBS                            |             |     |
| Judy Davis           | Diane Divelbess              | Ha hallgattál volna          | Serving in Silence: The Margarethe Cammermeyer Story | NBC                            |             |     |
| Melanie Griffith     | Dora DuFran                  | Vad nők                      | Buffalo Girls                                        | CBS                            |             |     |
| Lisa Kudrow          | Phoebe Buffay                | Jóbarátok                    | Friends                                              | NBC                            |             |     |
| Julianna Margulies   | Carol Hathaway               | Vészhelyzet                  | ER                                                   | NBC                            |             |     |
| 1996 54. gála        |                              |                              |                                                      |                                |             |     |
|                      | Kathy Bates                  | Helen Kushnick               | Médiaharc – David Letterman Jay Leno ellen           | The Late Shift                 | HBO         |     |
| Christine Baranski   | Maryann Thorpe               | Cybill                       | Cybill                                               | CBS                            |             |     |
| Cher                 | Dr. Beth Thompson            | Ha a falak beszélni tudnának | If These Walls Could Talk                            | HBO                            |             |     |
| Kristen Johnston     | Sally Solomon                | Űrbalekok                    | 3rd Rock from the Sun                                | NBC                            |             |     |
| Greta Scacchi        | Alekszandra Fjodorovna cárné | Raszputyin                   | Rasputin: Dark Servant of Destiny                    | HBO                            |             |     |
| 1997 55. gála        |                              |                              |                                                      |                                |             |     |
|                      | Angelina Jolie               | Cornelia Wallace             | George Wallace                                       | George Wallace                 | TNT         |     |
| Joely Fisher         | Paige Clark                  |                              | Ellen                                                | ABC                            |             |     |
| Della Reese          | Tess                         | Angyali érintés              | Touched by an Angel                                  | CBS                            |             |     |
| Gloria Reuben        | Jeanie Boulet                | Vészhelyzet                  | ER                                                   | NBC                            |             |     |
| Mare Winningham      | Lurleen Wallace              | George Wallace               | George Wallace                                       | TNT                            |             |     |
| 1998 56. gála        |                              |                              |                                                      |                                |             |     |
|                      | Faye Dunaway                 | Wilhelmina Cooper            | Kifutó a semmibe                                     | Gia                            | HBO         |     |
| Camryn Manheim       | Ellenor Frutt                | Ügyvédek                     | The Practice                                         | ABC                            |             |     |
| Helena Bonham Carter | Morgan le Fay                | Merlin                       | Merlin                                               | NBC                            |             |     |
|                      | Jane Krakowski               | Elaine Vassal                | Ally McBeal                                          | Ally McBeal                    | Fox         |     |
| Wendie Malick        | Nina Van Horn                | Divatalnokok                 | Just Shoot Me!                                       | NBC                            |             |     |
| Susan Sullivan       | Kitty Montgomery             | Dharma és Greg               | Dharma & Greg                                        | ABC                            |             |     |
| 1999 57. gála        |                              |                              |                                                      |                                |             |     |
|                      | Nancy Marchand               | Livia Soprano                | Maffiózók                                            | The Sopranos                   | HBO         |     |
| Kathy Bates          | Miss Agatha Hannigan         | Annie                        | Annie                                                | ABC                            |             |     |
| Jacqueline Bisset    | Isabelle d'Arc               | Szent Johanna                | Joan of Arc                                          | CBS                            |             |     |
| Kim Cattrall         | Samantha Jones               | Szex és New York             | Sex and the City                                     | HBO                            |             |     |
| Cynthia Nixon        | Miranda Hobbes               | Szex és New York             | Sex and the City                                     | HBO                            |             |     |
| Melanie Griffith     | Marion Davies                | Az aranypolgár születése     | RKO 281                                              | HBO                            |             |     |
| Miranda Richardson   | Dinah Pellerin               | Diplomáciai védettség        | The Big Brass Ring                                   | Showtime                       |             |     |

### 2000-es évek
| Év                  | Színésznő                  | Színésznő                                 | Szerep                                    | Magyar cím                      | Eredeti cím                 | Adó |
| 2000 58. gála       |                            |                                           |                                           |                                 |                             |     |
| ------------------- | -------------------------- | ----------------------------------------- | ----------------------------------------- | ------------------------------- | --------------------------- | --- |
| 2000 58. gála       |                            | Vanessa Redgrave                          | Edith Tree                                | Ha a falak beszélni tudnának 2. | If These Walls Could Talk 2 | HBO |
| 2000 58. gála       | Kim Cattrall               | Samantha Jones                            | Szex és New York                          | Sex and the City                | HBO                         |     |
| 2000 58. gála       | Cynthia Nixon              | Miranda Hobbes                            | Szex és New York                          | Sex and the City                | HBO                         |     |
| 2000 58. gála       | Faye Dunaway               | Meg Gable                                 | Nehéz választás                           | Running Mates                   | TNT                         |     |
| 2000 58. gála       | Allison Janney             | C. J. Cregg                               | Az elnök emberei                          | The West Wing                   | NBC                         |     |
| 2000 58. gála       | Megan Mullally             | Karen Walker                              | Will és Grace                             | Will & Grace                    | NBC                         |     |
| 2001 59. gála       |                            |                                           |                                           |                                 |                             |     |
|                     | Rachel Griffiths           | Brenda Chenowith                          | Sírhant művek                             | Six Feet Under                  | HBO                         |     |
| Jennifer Aniston    | Rachel Green               | Jóbarátok                                 | Friends                                   | NBC                             |                             |     |
| Tammy Blanchard     | Judy Garland fiatalon      | Judy Garland: Én és az árnyékaim          | Life with Judy Garland: Me and My Shadows | ABC                             |                             |     |
| Allison Janney      | C. J. Cregg                | Az elnök emberei                          | The West Wing                             | NBC                             |                             |     |
| Megan Mullally      | Karen Walker               | Will és Grace                             | Will & Grace                              | NBC                             |                             |     |
| 2002 60. gála       |                            |                                           |                                           |                                 |                             |     |
|                     | Kim Cattrall               | Samantha Jones                            | Szex és New York                          | Sex and the City                | HBO                         |     |
| Megan Mullally      | Karen Walker               | Will és Grace                             | Will & Grace                              | NBC                             |                             |     |
| Cynthia Nixon       | Miranda Hobbes             | Szex és New York                          | Sex and the City                          | HBO                             |                             |     |
| Parker Posey        | Jinger Heath               | Sminkháború: Mary Kay története           | Hell on Heels: The Battle of Mary Kay     | CBS                             |                             |     |
| Gena Rowlands       | Virginia Miller            | Pasifogó kísérletek                       | Hysterical Blindness                      | HBO                             |                             |     |
| 2003 61. gála       |                            |                                           |                                           |                                 |                             |     |
|                     | Mary-Louise Parker         | Harper Pitt                               | Angyalok Amerikában                       | Angels in America               | HBO                         |     |
| Kim Cattrall        | Samantha Jones             | Szex és New York                          | Sex and the City                          | HBO                             |                             |     |
| Kristin Davis       | Charlotte York Goldenblatt | Szex és New York                          | Sex and the City                          | HBO                             |                             |     |
| Cynthia Nixon       | Miranda Hobbes             | Szex és New York                          | Sex and the City                          | HBO                             |                             |     |
| Megan Mullally      | Karen Walker               | Will és Grace                             | Will & Grace                              | NBC                             |                             |     |
| 2004 62. gála       |                            |                                           |                                           |                                 |                             |     |
|                     | Anjelica Huston            | Carrie Chapman Catt                       | Vasakaratú angyalok                       | Iron Jawed Angels               | HBO                         |     |
| Drea de Matteo      | Adriana La Cerva           | Maffiózók                                 | The Sopranos                              | HBO                             |                             |     |
| Nicollette Sheridan | Edie Britt                 | Született feleségek                       | Desperate Housewives                      | ABC                             |                             |     |
| Charlize Theron     | Britt Ekland               | Peter Sellers élete és halála             | The Life and Death of Peter Sellers       | HBO                             |                             |     |
| Emily Watson        | Anne Sellers               | Peter Sellers élete és halála             | The Life and Death of Peter Sellers       | HBO                             |                             |     |
| 2005 63. gála       |                            |                                           |                                           |                                 |                             |     |
|                     | Sandra Oh                  | Dr. Cristina Yang                         | A Grace klinika                           | Grey's Anatomy                  | ABC                         |     |
| Candice Bergen      | Shirley Schmidt            | Boston Legal – Jogi játszmák              | Boston Legal                              | ABC                             |                             |     |
| Camryn Manheim      | Gladys Presley             | Elvis – A kezdet kezdete                  | Elvis                                     | CBS                             |                             |     |
| Elizabeth Perkins   | Celia Hodes                | Nancy ül a fűben                          | Weeds                                     | Showtime                        |                             |     |
| Joanne Woodward     | Francine Whiting           | A múlt fogságában                         | Empire Falls                              | HBO                             |                             |     |
| 2006 64. gála       |                            |                                           |                                           |                                 |                             |     |
|                     | Emily Blunt                | Natasha Warner                            | Gideon lánya                              | Gideon's Daughter               | BBC America                 |     |
| Toni Collette       | Kathy Graham               | A cunami után                             | Tsunami: The Aftermath                    | HBO                             |                             |     |
| Katherine Heigl     | Izzie Stevens              | A Grace klinika                           | Grey's Anatomy                            | ABC                             |                             |     |
| Sarah Paulson       | Harriet Hayes Studio       | A színfalak mögött                        | 60 on the Sunset Strip                    | NBC                             |                             |     |
| Elizabeth Perkins   | Celia Hodes                | Nancy ül a fűben                          | Weeds                                     | Showtime                        |                             |     |
| 2007 65. gála       |                            |                                           |                                           |                                 |                             |     |
|                     | Samantha Morton            | Myra Hindley                              | Longford                                  | Longford                        | HBO                         |     |
| Rose Byrne          | Ellen Parsons              | A hatalom hálójában                       | Damages                                   | FX                              |                             |     |
| Rachel Griffiths    | Sarah Whedon               | Testvérek                                 | Brothers & Sisters                        | ABC                             |                             |     |
| Katherine Heigl     | Izzie Stevens              | A Grace klinika                           | Grey's Anatomy                            | ABC                             |                             |     |
| Anna Paquin         | Elaine Goodale             | A Wounded Knee-nél temessétek el a szívem | Bury My Heart at Wounded Knee             | HBO                             |                             |     |
| Jaime Pressly       | Joy Turner                 | A nevem Earl                              | My Name Is Earl                           | NBC                             |                             |     |
| 2008 66. gála       |                            |                                           |                                           |                                 |                             |     |
|                     | Laura Dern                 | Katherine Harris                          | Újraszámlálás                             | Recount                         | HBO                         |     |
| Eileen Atkins       | Deborah Jenkyns            | Cranford                                  | Cranford                                  | PBS                             |                             |     |
| Melissa George      | Laura Hill                 | In Treatment – A terapeuta                | In Treatment                              | HBO                             |                             |     |
| Dianne Wiest        | Dr. Gina Toll              | In Treatment – A terapeuta                | In Treatment                              | HBO                             |                             |     |
| Rachel Griffiths    | Sarah Whedon               | Testvérek                                 | Brothers & Sisters                        | ABC                             |                             |     |
| 2009 67. gála       |                            |                                           |                                           |                                 |                             |     |
|                     | Chloë Sevigny              | Nicolette "Nicki" Grant                   | Hármastársak                              | Big Love                        | HBO                         |     |
| Jane Adams          | Tanya Skagle               | Hung – Neki áll a zászló                  | Hung                                      | HBO                             |                             |     |
| Rose Byrne          | Ellen Parsons              | A hatalom hálójában                       | Damages                                   | FX                              |                             |     |
| Jane Lynch          | Sue Sylvester              | Glee – Sztárok leszünk!                   | Glee                                      | Fox                             |                             |     |
| Janet McTeer        | Clementine Churchill       | Churchill háborúja                        | Into the Storm                            | HBO                             |                             |     |

### 2010-es évek
| Év                   | Színésznő                   | Színésznő                                | Szerep                                                    | Magyar cím                          | Eredeti cím | Adó |
| 2010 68. gála        |                             |                                          |                                                           |                                     |             |     |
| -------------------- | --------------------------- | ---------------------------------------- | --------------------------------------------------------- | ----------------------------------- | ----------- | --- |
| 2010 68. gála        |                             | Jane Lynch                               | Sue Sylvester                                             | Glee – Sztárok leszünk!             | Glee        | Fox |
| 2010 68. gála        | Hope Davis                  | Hillary Clinton                          | Különleges kapcsolat                                      | The Special Relationship            | HBO         |     |
| 2010 68. gála        | Kelly Macdonald             | Margaret Schroeder                       | Boardwalk Empire – Gengszterkorzó                         | Boardwalk Empire                    | HBO         |     |
| 2010 68. gála        | Julia Stiles                | Lumen Pierce                             | Dexter                                                    | Dexter                              | Showtime    |     |
| 2010 68. gála        | Sofía Vergara               | Gloria Delgado-Pritchett                 | Modern család                                             | Modern Family                       | ABC         |     |
| 2011 69. gála        |                             |                                          |                                                           |                                     |             |     |
|                      | Jessica Lange               | Constance Langdon                        | Amerikai Horror Story: A gyilkos ház                      | American Horror Story: Murder House | FX          |     |
| Kelly Macdonald      | Margaret Thompson           | Boardwalk Empire – Gengszterkorzó        | Boardwalk Empire                                          | HBO                                 |             |     |
| Maggie Smith         | Violet Crawley              | Downton Abbey                            | Downton Abbey                                             | PBS                                 |             |     |
| Sofía Vergara        | Gloria Delgado-Pritchett    | Modern család                            | Modern Family                                             | ABC                                 |             |     |
| Evan Rachel Wood     | Veda Pierce                 | Mildred Pierce                           | Mildred Pierce                                            | HBO                                 |             |     |
| 2012 70. gála        |                             |                                          |                                                           |                                     |             |     |
|                      | Maggie Smith                | Violet Crawley                           | Downton Abbey                                             | Downton Abbey                       | PBS         |     |
| Hayden Panettiere    | Juliette Barnes             | Nashville                                | Nashville                                                 | ABC                                 |             |     |
| Archie Panjabi       | Kalinda Sharma              | A férjem védelmében                      | The Good Wife                                             | CBS                                 |             |     |
| Sarah Paulson        | Nicolle Wallace             | Versenyben az elnökségért                | Game Change                                               | HBO                                 |             |     |
| Sofía Vergara        | Gloria Delgado-Pritchett    | Modern család                            | Modern Family                                             | ABC                                 |             |     |
| 2013 71. gála        |                             |                                          |                                                           |                                     |             |     |
|                      | Jacqueline Bisset           | Lavinia, Lady Cremone                    | Ray Donovan                                               | Dancing on the Edge                 | Starz       |     |
| Janet McTeer         | Jacquette de Luxembourg     | A fehér királyné                         | The White Queen                                           | Starz                               |             |     |
| Hayden Panettiere    | Juliette Barnes             | Nashville                                | Nashville                                                 | ABC                                 |             |     |
| Monica Potter        | Kristina Braverman          | Vásott szülők                            | Parenthood                                                | NBC                                 |             |     |
| Sofía Vergara        | Gloria Delgado-Pritchett    | Modern család                            | Modern Family                                             | ABC                                 |             |     |
| 2014 72. gála        |                             |                                          |                                                           |                                     |             |     |
|                      | Joanne Froggatt             | Anna Bates                               | Downton Abbey                                             | Downton Abbey                       | PBS         |     |
| Uzo Aduba            | Suzanne "Crazy Eyes" Warren | Narancs az új fekete                     | Orange Is the New Black                                   | Netflix                             |             |     |
| Kathy Bates          | Ethel Darling               | Amerikai Horror Story: Rémségek cirkusza | American Horror Story: Freak Show                         | FX                                  |             |     |
| Allison Janney       | Bonnie Plunkett             | Anyák gyöngye                            | Mom                                                       | CBS                                 |             |     |
| Michelle Monaghan    | Maggie Hart                 | True Detective – A törvény nevében       | True Detective                                            | HBO                                 |             |     |
| 2015 73. gála        |                             |                                          |                                                           |                                     |             |     |
|                      | Maura Tierney               | Helen Solloway                           | A viszony                                                 | The Affair                          | Showtime    |     |
| Uzo Aduba            | Suzanne "Crazy Eyes" Warren | Narancs az új fekete                     | Orange Is the New Black                                   | Netflix                             |             |     |
| Joanne Froggatt      | Anna Bates                  | Downton Abbey                            | Downton Abbey                                             | PBS                                 |             |     |
| Regina King          | Aliyah Shadeed              | Bűnök és előítéletek                     | American Crime                                            | ABC                                 |             |     |
| Judith Light         | Shelly Pfefferman           | Nincs titok                              | Transparent                                               | Prime Video                         |             |     |
| 2016 74. gála        |                             |                                          |                                                           |                                     |             |     |
|                      | Olivia Colman               | Angela Burr                              | Éjszakai szolgálat                                        | The Night Manager                   | AMC         |     |
| Lena Headey          | Cersei Lannister            | Trónok harca                             | Game of Thrones                                           | HBO                                 |             |     |
| Chrissy Metz         | Kate Pearson                | Rólunk szól                              | This Is Us                                                | NBC                                 |             |     |
| Mandy Moore          | Rebecca Pearson             | Rólunk szól                              | This Is Us                                                | NBC                                 |             |     |
| Thandiwe Newton      | Maeve Millay                | Westworld                                | Westworld                                                 | HBO                                 |             |     |
| 2017 75. gála        |                             |                                          |                                                           |                                     |             |     |
|                      | Laura Dern                  | Renata Klein                             | Hatalmas kis hazugságok                                   | Big Little Lies                     | HBO         |     |
| Ann Dowd             | Lydia nagynéni              | A szolgálólány meséje                    | The Handmaid's Tale                                       | Hulu                                |             |     |
| Chrissy Metz         | Kate Pearson                | Rólunk szól                              | This Is Us                                                | NBC                                 |             |     |
| Michelle Pfeiffer    | Ruth Madoff                 | Hazugságok mágusa                        | The Wizard of Lies                                        | HBO                                 |             |     |
| Shailene Woodley     | Jane Chapman                | Hatalmas kis hazugságok                  | Big Little Lies                                           | HBO                                 |             |     |
| 2018 76. gála        |                             |                                          |                                                           |                                     |             |     |
|                      | Patricia Clarkson           | Adora Crellin                            | Éles tárgyak                                              | Sharp Objects                       | HBO         |     |
| Alex Borstein        | Susie Myerson               | A káprázatos Mrs. Maisel                 | The Marvelous Mrs. Maisel                                 | Prime Video                         |             |     |
| Penélope Cruz        | Donatella Versace           |                                          | The Assassination of Gianni Versace: American Crime Story | FX                                  |             |     |
| Thandiwe Newton      | Maeve Millay                | Westworld                                | Westworld                                                 | HBO                                 |             |     |
| Yvonne Strahovski    | Serena Joy Waterford        | A szolgálólány meséje                    | The Handmaid's Tale                                       | Hulu                                |             |     |
| 2019 77. gála        |                             |                                          |                                                           |                                     |             |     |
|                      | Patricia Arquette           | Dee Dee Blanchard                        | A tett                                                    | The Act                             | Hulu        |     |
| Helena Bonham Carter | Margit hercegnő             | A Korona                                 | The Crown                                                 | Netflix                             |             |     |
| Toni Collette        | Grace Rasmussen nyomozó     | Hihetetlen                               | Unbelievable                                              | Netflix                             |             |     |
| Meryl Streep         | Mary Louise Wright          | Hatalmas kis hazugságok                  | Big Little Lies                                           | HBO                                 |             |     |
| Emily Watson         | Uljana Homjuk               | Csernobil                                | Chernobyl                                                 | HBO                                 |             |     |

### 2020-as évek
| Év                                                                             | Színésznő                | Színésznő                                            | Szerep                                     | Magyar cím              | Eredeti cím | Adó     |
| 2020 78. gála                                                                  |                          |                                                      |                                            |                         |             |         |
| ------------------------------------------------------------------------------ | ------------------------ | ---------------------------------------------------- | ------------------------------------------ | ----------------------- | ----------- | ------- |
| 2020 78. gála                                                                  |                          | Gillian Anderson                                     | Margaret Thatcher                          | A Korona                | The Crown   | Netflix |
| 2020 78. gála                                                                  | Helena Bonham Carter     | Margit hercegnő                                      | A Korona                                   | The Crown               | Netflix     |         |
| 2020 78. gála                                                                  | Julia Garner             | Ruth Langmore                                        | Ozark                                      | Ozark                   | Netflix     |         |
| 2020 78. gála                                                                  | Annie Murphy             | Alexis Rose                                          |                                            | Schitt’s Creek          | Pop TV      |         |
| 2020 78. gála                                                                  | Cynthia Nixon            | Gwendolyn Briggs                                     | Ratched                                    | Ratched                 | Netflix     |         |
| 2021 79. gála                                                                  |                          |                                                      |                                            |                         |             |         |
|                                                                                | Sarah Snook              | Siobhan "Shiv" Roy                                   | Utódlás                                    | Succession              | HBO         |         |
| Jennifer Coolidge                                                              | Tanya McQuoid            | A Fehér Lótusz                                       | The White Lotus                            | HBO                     |             |         |
| Kaitlyn Dever                                                                  | Betsy Mallum             | Dopesick                                             | Dopesick                                   | Hulu                    |             |         |
| Andie MacDowell                                                                | Paula Russell            | Egy szobalány vallomása                              | Maid                                       | Netflix                 |             |         |
| Hannah Waddingham                                                              | Rebecca Welton           | Ted Lasso                                            | Ted Lasso                                  | Apple TV+               |             |         |
| 2022 80. gála                                                                  |                          |                                                      |                                            |                         |             |         |
| Legjobb női mellékszereplő televíziós sorozatban – vígjáték/musical vagy dráma |                          |                                                      |                                            |                         |             |         |
|                                                                                | Julia Garner             | Ruth Langmore                                        | Ozark                                      | Ozark                   | Netflix     |         |
| Elizabeth Debicki                                                              | Diána walesi hercegné    | A Korona                                             | The Crown                                  | Netflix                 |             |         |
| Hannah Einbinder                                                               | Ava Daniels              | Hacks – A pénz beszél                                | Hacks                                      | HBO Max                 |             |         |
| Janelle James                                                                  | Ava Coleman              | Abbott Általános Iskola                              | Abbott Elementary                          | ABC                     |             |         |
| Sheryl Lee Ralph                                                               | Barbara Howard           | Abbott Általános Iskola                              | Abbott Elementary                          | ABC                     |             |         |
| Legjobb női mellékszereplő (minisorozat, antológiasorozat vagy tévéfilm)       |                          |                                                      |                                            |                         |             |         |
|                                                                                | Jennifer Coolidge        | Tanya McQuoid                                        | A Fehér Lótusz                             | The White Lotus: Sicily | HBO         |         |
| Claire Danes                                                                   | Rachel Fleishman         | Fleishman bajban van                                 | Fleishman Is in Trouble                    | FX                      |             |         |
| Daisy Edgar-Jones                                                              | Brenda Lafferty          |                                                      | Under the Banner of Heaven                 | FX                      |             |         |
| Niecy Nash                                                                     | Glenda Cleveland         | Jeffrey Dahmer – Szörnyeteg: A Jeffrey Dahmer-sztori | Dahmer – Monster: The Jeffrey Dahmer Story | Netflix                 |             |         |
| Aubrey Plaza                                                                   | Harper Spiller           | A Fehér Lótusz                                       | The White Lotus: Sicily                    | HBO                     |             |         |
| 2023 81. gála                                                                  |                          |                                                      |                                            |                         |             |         |
|                                                                                | Elizabeth Debicki        | Diána walesi hercegné                                | A Korona                                   | The Crown               | Netflix     |         |
| Abby Elliott                                                                   | Natalie "Sugar" Berzatto | A mackó                                              | The Bear                                   | FX                      |             |         |
| Christina Ricci                                                                | Misty Quigley            | Túlélőjátszma                                        | Yellowjackets                              | Showtime                |             |         |
| J. Smith-Cameron                                                               | Gerri Kellman            | Utódlás                                              | Succession                                 | HBO                     |             |         |
| Meryl Streep                                                                   | Loretta Durkin           | Gyilkos a házban                                     | Only Murders in the Building               | Hulu                    |             |         |
| Hannah Waddingham                                                              | Rebecca Welton           | Ted Lasso                                            | Ted Lasso                                  | Apple TV+               |             |         |
| 2024 82. gála                                                                  |                          |                                                      |                                            |                         |             |         |
|                                                                                | Jessica Gunning          | Martha Scott                                         | Szarvasbébi                                | Baby Reindeer           | Netflix     |         |
| Liza Colón-Zayas                                                               | Tina Marrero             | A mackó                                              | The Bear                                   | FX                      |             |         |
| Hannah Einbinder                                                               | Ava Daniels              | Hacks – A pénz beszél                                | Hacks                                      | HBO Max                 |             |         |
| Dakota Fanning                                                                 | Marge Sherwood           | Ripley                                               | Ripley                                     | Netflix                 |             |         |
| Allison Janney                                                                 | Grace Penn alelnök       | A diplomata                                          | The Diplomat                               | Netflix                 |             |         |
| Kali Reis                                                                      | Evangeline Navarro       | True Detective – A törvény nevében                   | True Detective                             | HBO                     |             |         |